# 相模川低地
相模川低地（さがみがわていち）は、相模川、中津川、小鮎川、新玉川、渋田川、盆目川、目久尻川、小出川等によって形成された沖積平野である。東側を相模野台地、西側を中津原、荻野原、愛甲原、伊勢原等の台地群および大磯地塊によって境された、末広がりの低地である。

## 地形
地形は大別すると、沿岸部の砂州、砂丘地帯および内陸部の自然堤防、後背低地などを含む沖積平野からなっている。
沿岸部における砂州、砂丘地帯は幅4-5キロメートル、長さ15キロメートルに渡って発達している。砂丘の発達は、特に相模川左岸の藤沢から茅ヶ崎にかけて著しく、
相模原台地から海岸までの間がすべて砂丘群である。これに対して、相模川の右岸では、沿岸幅1-2キロメートルの砂丘とその背後の幅2-3キロメートルの砂州群からなっている。砂丘砂は、細砂-中砂で、一部埋没した黒土や火山灰、スコリアなどを挟む。これらの砂丘や砂州の標高は数メートルないし十数メートルにおよぶ。これらの地域の背後から座間付近に至る間は、標高8-30メートルの自然堤防、氾濫平野、旧河道、埋土地の分布する沖積平野となっている。自然堤防は現河道に沿って幅広く分布するが、下流部にゆくにしたがって乱流の跡が認められ、旧河道および自然堤防が複雑に分布する。茅ヶ崎市の北部では砂州、砂丘を侵蝕して自然堤防および後背低地が形成されている。自然堤防と低地一般面との比高は一般に1メートル以下である。
氾濫平野は、砂州、砂堆の背後に広がる低地で、表層は、わずかに小礫の混じった有機質シルトないし粘土である。また花水川上流の金目川は天井川になっており、河道に沿って狭少な自然堤防的微高地が見られる。座間付近より上流、中津川においては、相模川との合流点より上流は、平野の幅は著しく狭くなり、地形は扇状地的性格を持っている。構成物質は、扇状地性の砂礫層で砂礫の厚さは座間北方の高田橋付近で10-16メートルに達している。